# Годфрид II
Готфрид II (на немски: Gottfried II. der Kinderlose; * 965, † 26 септември 1023) от род Вигерихиди, е граф на Вердюн (1002 – 1012) и херцог на Долна Лотарингия от 1012 до 1023 г.

## Живот
Произлиза от Горна Лотарингия и е четвъртият син на Готфрид I Пленник († 998), граф на Вердюн, и втората му съпруга Матилда Саксонска († 1009), дъщеря на Херман Билунг († 973), херцог на Саксония от род Билунги. По баща е внук на Гозело (граф на Ардененгау) и Ода от Мец, племенница на крал Хайнрих I Птицелов от Източнофранкското кралство.
През 1012 г. крал Хайнрих II го поставя за херцог на Долна Лотарингия. Заедно с брат си граф Херман от Енаме той води походи против Регинаридите (графовете на Хенегау и Льовен) в битката при Флоренес (1015 г.) и против графовете на Холандия (битката при Влардинген, 1018 г.).
През 1023 г. Готфрид II умира бездетен. Наследява го най-малкият му брат Готцело I.